# Christine Wachtelová
Christine Wachtelová (* 6. ledna 1965, Altentreptow, Meklenbursko-Přední Pomořansko) je bývalá východoněmecká a později německá atletka, jejíž specializací byl běh na 800 metrů.
První úspěch zaznamenala v roce 1983 na juniorském mistrovství Evropy v rakouském Schwechatu, kde získala stříbrnou medaili. Na evropském šampionátu ve Stuttgartu 1986 doběhla ve finále na posledním, osmém místě. O rok později se stala ve francouzském Liévinu halovou mistryní Evropy. Třikrát v řadě získala titul halové mistryně světa. Na MS v atletice 1987 v Římě, na letních olympijských hrách v Soulu 1988 i na mistrovství Evropy ve Splitu v roce 1990 vybojovala shodně stříbrné medaile. Na všech třech šampionátech ji vždy porazila Sigrun Wodarsová. Na světovém šampionátu v Tokiu 1991 skončila v závodě na 800 metrů šestá.

## Osobní rekordy
Její osobní rekord v hale je dodnes třetím nejlepším výkonem v celé historii. Půlku v hale běžely rychleji jen Rakušanka Stephanie Grafová (1:55,85) a Slovinka Jolanda Čeplaková (1:55,82) na halovém ME 2002 ve Vídni. Na druhém ročníku MS v atletice 1987 v Římě získala v novém osobním maximu stříbrnou medaili, když v cíli nestačila jen na svoji krajanku Sigrun Wodarsovou.
- 800 m (hala) – 1:56,40 – 13. února 1988, Vídeň – NR
- 800 m (dráha) – 1:55,32 – 31. srpna 1987, Řím